# 사이프 알리 칸
사이프 알리 칸(Saif Ali Khan, 1970년 8월 16일 ~ )은 인도의 배우이다.

## 출연 영화
- 《사랑 요즘은》Love Aaj Kal(2009)
- 《칵테일》Cocktail(2012)